# Bokermannohyla ibitipoca
Bokermannohyla ibitipoca es una especie de anfibios de la familia Hylidae. Es endémica de Brasil.
Sus hábitats naturales incluyen montanos secos y ríos.